# متكاورة رخوة
متكاورة رخوة (الاسم العلمي:Sphaerophorus flaccidus) هي نوع من الفطريات تتبع جنس المتكاورة من فصيلة المتكاورات.